# Mathieu Lindon
Pour les articles homonymes, voir Lindon.
Mathieu Lindon, né le 9 août 1955 à Caen, est un écrivain et journaliste français.

## Biographie
Mathieu Lindon est le fils de l'éditeur Jérôme Lindon et le cousin germain de l'acteur Vincent Lindon. Michel Foucault, qu'il rencontre à l'âge de vingt-trois ans et chez qui il vit rue de Vaugirard majoritairement de 1978 à 1984, joue un rôle déterminant pour lui. Il revendique alors pleinement son homosexualité. Il sort indemne d'une longue addiction aux drogues dures.
Mathieu Lindon publie son premier roman, Nos plaisirs, en 1983, sous le pseudonyme de Pierre-Sébastien Heudaux, soit P.-S. Heudaux, prononcé Pseudo.
Au début des années 1980, il est journaliste au Nouvel Observateur. En 1984, il entre à Libération comme critique littéraire, puis chroniqueur, travail qu'il poursuit jusqu'à nos jours.
En 1987, son roman Prince et Léonardours, qui narre les viols et les tortures subis par deux adolescents amoureux, est menacé d'interdiction par le ministère de l'Intérieur, poursuites abandonnées devant les réactions d'intellectuels.
En 1988 et en 1989, il accompagne Hervé Guibert à la villa Médicis à Rome. Ce dernier le fait apparaître comme personnage de son roman À l'ami qui ne m'a pas sauvé la vie, sous un autre nom, Matou, qui en retour appelle son co-pensionnaire Hervelino.
En 1998, il reçoit le Grand Prix littéraire des lycéens d'Île-de-France pour Champion du monde.
Le Procès de Jean-Marie Le Pen (1998) raconte la tentative d'un avocat juif homosexuel, vivant avec un beur, Mahmoud, d'atteindre le chef du Front national lors du procès d'un assassin raciste. Jean-Marie Le Pen obtient la condamnation pour diffamation de l'auteur et de l'éditeur par le tribunal de grande instance de Paris. En 1999, plusieurs auteurs se déclarent solidaires de Mathieu Lindon, et prêts à reprendre les passages incriminés de son livre, dans une pétition (Béatrix Beck, Edmonde Charles-Roux, Didier Daeninckx, Marie Darrieussecq) ou en dehors (Christine Angot). En 2002, Mathieu Lindon, les éditions P.O.L et Serge July engagent un recours devant la Cour européenne des droits de l'homme. En 2007, ils sont déboutés par la Cour de leur requête pour violation du droit à la liberté d'expression, la Cour estimant que « la teneur des passages (incriminés) était de nature à attiser la violence et la haine […] ».
En janvier 2021, Mathieu Lindon publie Hervelino, un livre dans lequel il rend hommage à son amitié avec l'écrivain Hervé Guibert et revient notamment sur les deux années qu'ils passent ensemble à la fin des années 1980 à Rome, où ils sont tous deux pensionnaires de l'Académie de France à Rome.

## Publications

### Romans et récits
- 1983 : Nos plaisirs, sous le pseudonyme Pierre-Sébastien Heudaux, Minuit.
- 1986 : Le Livre de Jim Courage, P.O.L
- 1987 : Prince et Léonardours, P.O.L
- 1987 : L'Homme qui vomit, P.O.L
- 1993 : Je t'aime. Récits critiques, Minuit.
- 1994 : Champion du monde, P.O.L
- 1994 : Le Cœur de To, P.O.L
- 1996 : Merci, P.O.L
- 1998 : Les Apeurés, P.O.L
- 1998 : Le Procès de Jean-Marie Le Pen, P.O.L
- 2000 : Chez qui habitons-nous ?, P.O.L
- 2001 : La Littérature, P.O.L
- 2002 : Lâcheté d'Air France, P.O.L
- 2004 : Ma catastrophe adorée, P.O.L
- 2004 : Je vous écris, P.O.L
- 2006 : Ceux qui tiennent debout, P.O.L
- 2008 : Mon Cœur tout seul ne suffit pas, P.O.L
- 2009 : En enfance[8], P.O.L
- 2011 : Ce qu'aimer veut dire, P.O.L – Prix Médicis 2011.
- 2013 : Une vie pornographique, P.O.L – Prix du Zorba 2013.
- 2014 : Les hommes tremblent, P.O.L
- 2016 : Je ne me souviens pas, P.O.L
- 2018 : Rages de chêne, rages de roseau, P.O.L
- 2020 : Moi, qui que je sois, P.O.L
- 2021 : Hervelino, P.O.L
- 2021 : Vous les autres, P.O.L
- 2023 : Une archive, P.O.L
- 2023  : Il écrit, P.O.L

### Textes
- 1993 : Préface à Mongolie, plaine sale d'Eugène Savitzkaya, Labor.
- 1994 : Préface à L'Amateur de tennis. Critiques 1980-1990 de Serge Daney, P.O.L.
- 2007 : Postface à Bartleby, une histoire de Wall Street et autres récits d'Herman Melville, éditions Amsterdam.
- 2015 : Jours de Libération, P.O.L

## Prix et distinctions
- 1998 : Grand Prix littéraire des lycéens d'Île-de-France pour Champion du monde.
- 2011 : Prix Médicis pour Ce qu'aimer veut dire[9],[10],[11]
- 2013 : Prix du Zorba pour Une vie pornographique[12]